# Myzoxenus vitellosus
Myzoxenus vitellosus är en plattmaskart. Myzoxenus vitellosus ingår i släktet Myzoxenus och familjen Lepocreadiidae. Inga underarter finns listade i Catalogue of Life.